# Lingvistická analýza
Text nebo promluvu v přirozeném jazyce lze analyzovat na několika úrovních, jazykových rovinách. Každá jazyková rovina je určena hlavním jazykovým prvkem nebo třídou prvků, které jsou pro konkrétní rovinu typické. Každá rovina má vstupní a výstupní reprezentaci.

## Fonetická rovina
- Fonetika je vědou na pomezí lingvistiky, anatomie, fyziologie a fyziky. Tato rovina se zabývá zpracováním signálů tj. jejich tříděním a klasifikací. Základní jednotkou je tzv. „fón“.

Fóny můžeme dále dělit na:
- artikulační tj. podle místa, kde se vytvářejí (pozice jazyka, zuby, otevření dutiny ústní apod.),
- akustické tj. přenos zvuků prostřednictvím frekvence,
- percepční tj. způsob přijímání zvuků posluchačem.

Fonetika určuje tvorbu samohlásek a souhlásek (dlouhá/krátká, tón vysoký/nízký/klesající, znělá/neznělá, nosová/nenosová). Výstupem fonetické roviny je zpracování posloupnosti fónů ve fonetické abecedě.

## Fonologická rovina
- Fonologie se zabývá funkci hlásek. Tato rovina se zabývá stejně jako fonetika zkoumáním zvukové stránky přirozeného jazyka, a to konkrétně zvukovými rozdíly, které mají v daném jazyce schopnost rozlišovat význam. Fonologie se zabývá funkci hlásek. Základní jednotkou je tzv. „foném“, tedy zvukový prostředek, který slouží k odlišení morfémů, slov a tvarů slov stejného jazyka, a to s různým významem (lexikální, gramatický). Samotný foném je možné rozpoznat jen prostřednictvím realizace „hlásky“.

Způsob artikulace určitého fonému se nazývá „alofon“ a označuje jeden z možných zvuků, a to jak ve fonetice, tak i ve fonologii. Příklad zvuků, který získává fonologickou funkci (např. „dž“) v češtině tedy – čin – džin. Obsahem fonologické roviny jsou rovněž distinktivní rysy. To znamená, že jsou mezi jednotlivými fonémy i zvukovými jevy na vyšší úrovni rozdíly, které mají schopnost rozlišovat význam slov. V českém jazyce je tímto rysem např. znělost (tři – dři, pata - pátá) a dále odlišování různých hlásek (t/d).
Další důležitou a nedělitelnou jednotkou v lingvistice je tzv. „grafém“. Grafém znázorňuje písmeno, znaky, piktogramy, číslice a interpunkční znaménka. Povětšinou platí, že jednomu fonému odpovídá jeden grafém.[v číně těžko?] Je to zaznamenání hlásky grafickým symbolem. Výstupem fonologické roviny je posloupnost symbolů abstraktní abecedy, použitelná na fonologické rovině.

## Morfologie
- Morfologie je vědou lingvistiky, která zkoumá ohýbání, tedy skloňování a časování. Dále zkoumá pravidelné odvozování slov pomocí předpon, přípon a vpon. Morfologie studuje vztahy mezi jednotlivými částmi slov. Základní jednotkou je tzv. "morfém". Ten je nejmenší jednotkou, která nese význam, je jednotkou jazykového systému. Morf je povrchovou realizací morfému, je to jednotka promluvy např. bere – brát zde jsou konkrétními morfy „ber-“ a „br-“, které jsou realizací jednoho morfému. Různé morfy, které jsou realizací téhož morfému, se nazývají alomorfy.

Jsou rozlišovány dva typy morfémů:
1. lexikální morfém – je kmen slova, který nese význam
2. gramatický morfém – určuje gramatickou roli slovního tvaru

Z morfologického hlediska se slova dělí na ohebná (skloňování a časování) a neohebná.
- Morfonologická rovina - Vstupem do této roviny je posloupnost fonémů zapsaných v abstraktní abecedě. Základním prvkem jsou morfonémy, složeními prvky jsou tzv. „morfy“. Výstupem je posloupnost morfonémů členěná do morfů.
- Morfematická rovina - Vstupem je posloupnost morfů. Základním prvkem je tzv. „séma“ a složenými prvky jsou „morfémy“ a „formém“. Výstupem je posloupnost slovních tvarů včetně významové (lexikální) a gramatické informace. Formém odpovídá slovnímu tvaru. Morfémy jsou lexikální (např. kmen „zdrav“) a gramatické (např. koncovka „ější“). Sémata jsou lexikální např. slovní druhy a gramatické. Výstupem morfologie je zpracování větné struktury.[zdroj?]

## Syntaktická rovina
- Syntax je lingvistickou disciplínou zabývající se vztahy mezi slovy ve větě, dále správným tvořením větných konstrukcí a slovosledem. Do syntaxe nepatří popis významu, který nesou jednotlivá slova a skupiny slov. Základní jednotkou je věta. Syntax přirozených jazyků pak popisuje jazyk, jež vznikl přirozeným vývojem. Přirozený jazyk je typicky (syntakticky) víceznačný.
- Vstupem do syntaktické roviny je posloupnost morfémů. Základním prvkem je tzv. „tagmén“, tedy větný člen. Může jím být nejenom slovo, ale například více slov jako „v domě“, „dělal jsem“ apod. Složeným prvkem je tzv. „syntagmém“ tj. věta. Syntaktickými kategoriemi se pak rozumí např. podmět, přísudek, předmět, příslovečné určení, doplněk. Výstupem syntaktické roviny je větná struktura (strom s označením větných vztahů).

## Sémantická rovina (tektogramatická nebo tektografická, hloubková)
- Sémantika je součástí sémiotiky. Zabývá se významem výrazů z různých strukturních úrovní jazyka, morfémů, slov, slovních spojení a vět popřípadě i vyšších textových jednotek. Vztahy těchto výrazů se skutečností pak dávají význam. Vstupem do sémantické roviny je větná stromová struktura s označením větných vztahů. Základním prvkem je tzv. „sémantém“, který odpovídá tagménu.
  - Sémantická rovina se dále zabývá:
    - koordinací - tj. slučování (a, i, ani, nebo), kdy věty jsou obsahově rovnocenné, - odporování (ale, avšak, nýbrž), kdy druhá věta vyjadřuje určitou skutečnost, která je v rozporu se skutečností první věty, - vylučováním (buď-nebo), kdy při spojení obou vět se jejich obsahy vzájemně vylučují.
    - koreferencí – jde o shodu podmětu s přísudkem na tzv. dlouhé vzdálenosti, - jde o vztah dvou a více výrazů v textu k jednomu objektu, a to i v případě, kdy je tento objekt v předchozí větě nahrazen zájmenem,
    - hloubkovými x povrchovými funkcemi

Členění věty:
Věta se dělí na téma, což je základ a východisko (to, co už známe) a réma, která má funkci jádra a ohniska (to, co nového sdělujeme o tom, co již známe). V rámci východiska nebo ohniska se členy věty řadí do systémového slovosledu. Jde o hloubkový slovosled.
Výstupem sémantické roviny je větná struktura s určením větných vztahů.

## Pragmatická rovina
- Pragmatika jako vědní disciplína spadá do oblasti lingvistiky a filosofie, která se zabývá ústním projevem, tedy promluvami a výpověďmi. V této rovině je realizováno přiřazování objektů reálného světa (nespadá do lingvistického obsahu) konkrétním tzv. uzlům větné struktury.
  - Pragmatická rovina se zabývá praktickými problémy komunikace, především individuální interpretací textu. V případě, kdy je interpretován znak, tak pak pouze ve vztahu k jiným znakům, k objektům a k uživatelům. Prostřednictvím jazyka lze dokázat konkrétní objekty našeho myšlení tzv. uchopit a popsat.
  - Tato rovina se dotýká volby, užití a efektu všech pronesených či napsaných znaků v konkrétní komunikační situaci a hodnotí, zda mluvčí zvolil správnou strategii tak, aby příjemce dosáhl porozumění. Interpretace může být také ovlivněna souborem vlastních znalostí interpreta a jeho postojem k získaným znalostem.
  - V pragmatické rovině, ale i mimo ní, se dále hovoří o tzv. diskurzu, který je možné v běžné komunikaci chápat jako rozpravu, pojednání popřípadě jako výklad k určitému tématu, a to ve formě dialogu několika mluvčích nebo pouze monologu.

Výstupem pragmatické roviny je logická forma textu, která může být vyhodnocena jako pravda nebo nepravda.